# Acanthostigma filiforme
Acanthostigma filiforme är en svampart som beskrevs av Promputtha & A.N. Mill. 2010. Acanthostigma filiforme ingår i släktet Acanthostigma och familjen Tubeufiaceae.   Inga underarter finns listade i Catalogue of Life.